# A Bar Song (Tipsy)
A Bar Song (Tipsy) è un singolo del cantante statunitense Shaboozey, pubblicato il 12 aprile 2024 come quarto estratto dal terzo album in studio Where I've Been, Isn't Where I'm Going.
Il brano è rimasto in cima alla Billboard Hot 100 per 19 settimane non consecutive, eguagliando il record di Old Town Road di Lil Nas X e Billy Ray Cyrus per la più lunga permanenza in vetta nella storia della classifica, stabilendo il record per la canzone solista con il maggior numero di settimane alla prima posizione.
È stato in lizza per l'MTV Video Music Award alla canzone dell'estate. Accolto positivamente dalla critica musicale, alla 67ª edizione dei Grammy Awards il brano ha ottenuto una candidatura nella categoria canzone dell'anno e, nella sua versione remix con David Guetta, una candidatura nella categoria miglior registrazione remixata, non classica.

## Antefatti
Shaboozey è diventato noto nel mercato nazionale dopo le sue collaborazioni con Beyoncé nei brani Spaghettii e Sweet Honey Buckiin' inseriti nell'ottavo album in studio della cantante Cowboy Carter. Dopo che i due brani hanno fatto ingresso nella Billboard Hot 100, rappresentando i primi due ingressi della carriera dell'artista, Shaboozey ha successivamente pubblicato il brano A Bar Song (Tipsy).

## Descrizione
A Bar Song (Tipsy) contiene un campionamento del brano del 2004 del rapper statunitense J-Kwon, Tipsy.
Il testo ruota attorno ad un narratore che vive una vita frustrata a causa del lavoro pesante che deve svolgere quotidianamente e che, quindi, decide di vivere in maniera più spensierata bevendo ad un bar.

## Tracce
Testi e musiche di Collins Chibueze, Nevin, Sean Cook, Jerrell Jones e Mark Williams.
1. A Bar Song (Tipsy) – 2:53

## Successo commerciale
Il brano ha ottenuto un grande successo commerciale in madrepatria, raggiungendo la prima posizione della Billboard Hot 100. Il brano, inoltre, ha segnato un nuovo record nella Hot Country Songs di Billboard, dove ha raggiunto la prima posizione scalzando dal podio Texas Hold 'Em di Beyoncé e segnando la prima volta nella storia della classifica in cui due artisti di colore si succedono alla vetta della classifica. Il brano ha anche raggiunto la prima posizione della Digital Songs, rimanendo alla vetta per tredici settimane non consecutive. Nella settimana di pubblicazione del 13 luglio 2024, A Bar Song (Tipsy) ha raggiunto la prima posizione della Billboard Hot 100, diventando il primo singolo dell'artista a riuscirci. Il risultato è stato reso possibile grazie a 44 milioni di streaming, 60 milioni di audience radiofonica e 23 000 download digitali venduti. Il brano, inoltre, è diventato la prima canzone country di un artista uomo di colore a raggiungere la vetta della Hot 100 e della Hot Country Songs, e il secondo in generale dopo Texas Hold 'Em di Beyoncé.
Alla pubblicazione del 30 novembre 2024, il brano ha totalizzato 19 settimane non consecutive in vetta alla Billboard Hot 100, eguagliando il record di Old Town Road di Lil Nas X per il maggior numero di settimane al vertice della classifica statunitense, diventando inoltre la canzone solista con la più lunga permanenza all'apice della Hot 100.
A Bar Song (Tipsy) ha raggiunto la vetta anche delle classifiche di Canada, Irlanda, Norvegia e Svezia, e ha raggiunto la top 5 in Australia, Danimarca, Islanda, Nuova Zelanda e Regno Unito.
Nel 2024 il brano si è aggiudicato il PMI per il brano indipendente più suonato durante l'estate dai network italiani.

## Classifiche

### Classifiche settimanali
| Classifica (2024) | Posizione massima |
| ----------------- | ----------------- |
| Australia         | 1                 |
| Austria           | 9                 |
| Belgio (Fiandre)  | 1                 |
| Belgio (Vallonia) | 8                 |
| Bielorussia       | 16                |
| Canada            | 1                 |
| Danimarca         | 8                 |
| Estonia           | 1                 |
| Finlandia         | 50                |
| Francia           | 140               |
| Germania          | 21                |
| Grecia            | 63                |
| Irlanda           | 1                 |
| Islanda           | 4                 |
| Kazakistan        | 12                |
| Lettonia          | 16                |
| Libano            | 15                |
| Lituania          | 70                |
| Lussemburgo       | 15                |
| Norvegia          | 1                 |
| Nuova Zelanda     | 3                 |
| Paesi Bassi       | 9                 |
| Portogallo        | 145               |
| Regno Unito       | 3                 |
| Repubblica Ceca   | 50                |
| Russia            | 14                |
| Slovacchia        | 29                |
| Stati Uniti       | 1                 |
| Sudafrica         | 3                 |
| Svezia            | 1                 |
| Svizzera          | 5                 |
| Ucraina           | 27                |

### Classifiche di fine anno
| Classifica (2024) | Posizione |
| ----------------- | --------- |
| Australia         | 2         |
| Austria           | 10        |
| Bielorussia       | 75        |
| Canada            | 1         |
| Danimarca         | 20        |
| Estonia           | 11        |
| Germania          | 36        |
| Islanda           | 8         |
| Kazakistan        | 90        |
| Nuova Zelanda     | 6         |
| Paesi Bassi       | 16        |
| Regno Unito       | 6         |
| Russia            | 43        |
| Stati Uniti       | 2         |
| Sudafrica         | 8         |
| Svezia            | 1         |
| Svizzera          | 11        |

### Classifiche di fine secolo
| Classifica (2000-2024) | Posizione |
| ---------------------- | --------- |
| Stati Uniti            | 22        |

## Riconoscimenti
Grammy Awards
- 2025 – Candidatura alla canzone dell'anno
- 2025 – Candidatura alla miglior registrazione remixata, non classica (versione remix con David Guetta)